# 富士電機
富士電機（英語：Fuji Electric Co., Ltd.，全稱：富士電機株式會社），成立於1923年8月29日。

## 名稱由來
[富士]的由來是母公司古河電氣工業的日文字[ふ]和有技術合作關係的德國西門子公司的日文字[じ]合併而成,由於讀音和漢字[富士]同音,因此稱為富士電機。

## 歷史
- 1923年，成立富士電機製造株式會社。
- 1935年，設立富士通信機製造株式會社。
- 1968年，合併川崎電機製造株式會社。
- 1970年，設立美國富士電機社。
- 1984年，富士電機製造株式會社改稱富士電機株式會社。
- 1987年，設立富士電機歐洲社。
- 1989年，設立新加坡富士電機社。
- 1995年，設立菲律賓富士電機社、法國富士電機社、富士電機韓國社、富士電機（泰國）社。
- 1996年，設立馬來西亞富士電機社及富士國際電子社。
- 1999年，設立富士電機（上海）社。
- 2003年，富士電機株式會社改稱富士電機控股株式會社。
- 2008年，設立富士電機半導體馬來西亞社及METAWATER株式會社；合併富士電機機械控制株式會社及日本法人施耐德電氣株式會社。
- 2009年，設立富士電機印度社。
- 2011年，富士電機控股株式會社改稱富士電機株式會社；合併富士電機系統株式會社及富士電機電子技術株式會社；設立GE富士電機儀表株式會社及富士電機印度尼西亞社。
- 2012年，合併富士電機零售設備系統株式會社。
- 2013年，設立富士電機越南社。
- 2014年，設立富士SMBE社。
- 2015年，設立RTS社。
- 2016年，設立富士N₂telligence社、富士CAC社、富士SEMEC社、富士Gemco社。

## 產品
- 冷氣機
- 自動販賣機
- 鐵路用交流牽引電動機連IGBT-VVVF

## 外部連結
- （英文）富士電機全球 （页面存档备份，存于）
- （日語）富士電機日本 （页面存档备份，存于）
- （简体中文）富士電機中國 （页面存档备份，存于）
- （英文）富士電機香港 （页面存档备份，存于）